# Pet de nonne
Ne doit pas être confondu avec les Pets de sœurs canadien-français.
Un pet de nonne (ou pet-de-nonne) est un beignet soufflé et sucré de pâte à choux frite.
Il est également appelé « beignet de vent », « beignet venteux » ou « soupir de nonne », « pet de putain », « pet de vieille » (pet de bièillo) dans l'Aveyron.

## Origine
Selon Liliane Plouvier, il faut voir dans l'aliter dulcia, beignet classique des fins de repas romains, cité par Apicius, le premier pet de nonne.
Abandonné au Moyen Âge, l'usage de la pâte à choux pour la confection des beignets reviendrait à la Renaissance sous les ustensiles de Scappi et Messisbugo. Georges Dubosc indique que ce type de beignet, que d'aucuns « ont baptisé paix-de-nonne, en racontant que ces beignets soufflés et gonflés avaient été inventés par une religieuse qui, en donnant sa recette à un couvent voisin et ennemi, avait assuré la paix », se retrouve dans De honesta voluptate de Bartolomeo Platina, au XVe siècle, et sur la table de Marguerite III de Flandre. Les auteurs de Les Français peints par eux-mêmes mentionnent également la « vogue » sous François Ier, au point qu'« on en vint à le prononcer naturellement et sans rougir ».
Fulbert-Dumonteil, dans sa France Gourmande, situe la naissance du pet-de-nonne à l'abbaye de Marmoutier, réputée à l'époque pour sa cuisine. Lors de la préparation d'un repas de la saint Martin, où l'archevêque de Tours devait bénir une relique du manteau du saint patron tourangeau, tout le monde s'affairait autour des fourneaux.

« Soudain, un bruit étrange et sonore, rythmé, prolongé, semblable à un gémissement d'orgue qui s'éteint, puis aux plaintes mourantes de la brise qui soupire dans les cloîtres, vient frapper de stupeur l'oreille indignée des bonnes sœurs. »

L'auteur de ce bruit, une novice de l'abbaye prénommée Agnès, gênée face à ses coreligionnaires, aurait alors chancelé  malencontreusement, laissant tomber une cuillerée de pâte à chou dans une marmite de graisse chaude.
Une autre tradition donne la maternité de cette recette aux chanoinesses de l'abbaye de Baume-les-Dames, connues pour leurs spécialités pâtissières.

## Consommation
Les pets de nonne, saupoudrés de sucre et de cannelle, sont notamment une spécialité de Baume-les-Dames, en Franche-Comté.
Plus largement, les pets-de-nonne sont traditionnellement consommés dans l'est de la France, en Belgique et en Allemagne, particulièrement en période de carnaval.
Très populaire au XVIIe siècle, le pet est mentionné dans l'Encyclopédie de Diderot et d'Alembert.

## Recette
La Cuisinière de la campagne et de la ville livrait en 1858 cette recette :

« Beignets soufflés, dits Pets de nonne

Mettez dans une casserole un quart de litre d'eau, gros comme 2 noix de sucre, autant de beurre, du zeste de citron haché ou râpé ; faites bouillir le tout un moment ; saupoudrez dedans de la farine en quantité d'une main, tandis que vous tournez avec une cuillère de l'autre main ; continuez de saupoudrer de manière que la pâte devienne extrêmement épaisse, et tournez très-vivement jusqu'à ce qu'elle soit cuite : ce qu'on connaît quand, en y touchant avec les doigts, elle ne s'y attache pas. Tirez-la du feu et laissez refroidir ; cassez-y un œuf et continuez de tourner vivement pour l'incorporer à la pâte ; cassez-en un autre de même ; et ainsi de suite jusqu'à ce que la pâte soit maniable et qu'elle coule lentement de la cuillère en l'élevant au-dessus de la casserole. Prenez-en avec une cuillère grosse comme une noix, que vous faites tomber dans la friture avec le bout du doigt. Cette pâte se gonfle beaucoup dans la poêle. Servez chaud, bien doré, saupoudré de sucre. Ils sont bons froids. Si on les fait à l'eau de fleur d'oranger, on ne la met qu'avec le premier œuf. Cette pâte sert aussi pour les choux. »

## Sources
- Bibliothèque et musée de la Gourmandise